# Anaspis infuscata
Anaspis infuscata es una especie de coleóptero de la familia Scraptiidae.

## Distribución geográfica
Habita en Siberia y Corea.